# پاولوف (ناحیه ییهلاوا)
پاولوف (به چکی: Pavlov) یک منطقهٔ مسکونی در جمهوری چک است که در ناحیه ییهلاوا واقع شده‌است. پاولوف ۱۳٫۳۵ کیلومتر مربع مساحت و ۴۲۰ نفر جمعیت دارد و ۶۵۸ متر بالاتر از سطح دریا واقع شده‌است.